# Angelo Dubini
Angelo Dubini (Milano, 1813 – Arese, 28 marzo 1902) è stato un dermatologo italiano.

## Biografia
Dopo aver ottenuto il dottorato all'Università degli Studi di Pavia nel 1837, spese la maggioranza della sua carriera professionale all'Ospedale Maggiore di Milano. Nel 1865 divenne primario del dipartimento di dermatologia dell'Ospedale Maggiore.
In suo onore nel 1933 venne intitolato il sanatorio antitubercolare di Caltanissetta,

## Attività scientifica
Dubini è ricordato per la sua scoperta del parassita intestinale che lui nominò Ancylostoma duodenale. Scoprì per la prima volta il parassita nel 1838 durante un'autopsia di una donna che morì di polmonite. Nel 1843 pubblicò le sue scoperte negli Annali universali di medicina.
Ulteriori ricerche eseguite da Wilhelm Griesinger, Theodor Maximilian Bilharz e Otto Eduard Heinrich Wucherer confermarono la patogenicità dei parassiti in caso di clorolisi, che oggi verrebbe chiamata probabilmente anemia da deficienza del ferro.

## Pubblicazioni
- Nuovo verme intestinale umano (Agchylostoma duodenale), costituente un sesto genere dei Nematoidei proprii dell'uomo. Annali universali di medicina, Milano, 1843, 106: 5-13.
- Primi cenni sulla corea elettrica. Annali universali di medicina, Milano, 1846, 117: 5-50.
- Entozoografia umana per servire di complemento agli studi d'anatomica patologica. Milano, 1850.
- Dell arte di fare le sezioni cadaveriche. Indices nosologici ordine alphabetico adnotationibus therapeuticis accomodati. Milano, 1859.